# Helius angustalbus
Helius angustalbus är en tvåvingeart som beskrevs av Alexander 1953. Helius angustalbus ingår i släktet Helius och familjen småharkrankar. Inga underarter finns listade i Catalogue of Life.